# San José del Peñasco
San José del Peñasco là một đô thị thuộc bang Oaxaca, México. Năm 2005, dân số của đô thị này là 1863 người.